# Aeroportul Internațional Doctor Fernando Piragine Niveyro
Aeroportul Internațional Doctor Fernando Piragine Niveyro (IATA: CNQ, ICAO: SARC) este un aeroport din Argentina ce deservește zona Corrientes⁠(d). Aeroportul a fost tranzitat în decembrie 2022 de 20.933 de pasageri. A fost numit după Fernando Piragine Niveyro⁠(d).
Situat la o altitudine de 61 m, aeroportul dispune de o singură pistă.